# Epiphora getula
Epiphora getula är en fjärilsart som beskrevs av J. Peter Maassen och Wemer 1886. Epiphora getula ingår i släktet Epiphora och familjen påfågelsspinnare. Inga underarter finns listade i Catalogue of Life.